# Serrat del Corb
El Serrat del Corb és un serrat del terme municipal d'Abella de la Conca, (Pallars Jussà), amb un jaciment paleontològic inclòs a l'Inventari del Patrimoni Arqueològic i Paleontològic de Catalunya.
Està situat al sector occidental del terme, al sud-oest de la vila d'Abella de la Conca. El Coll de la Torre és al sector septentrional d'aquesta serra.

## Etimologia
Es tracta d'un topònim romànic modern, de caràcter descriptiu: és un serrat on la presència d'aquest animal, el corb, és força abundant.

## Restes paleontològiques
Unes prospeccions arqueològiques efectuades al sector nord-oest del serrat, a migdia del Coll de la Torre, van permetre de trobar-hi vèrtebres de Pararhabdodon isonensis, del cretaci superior; és a dir, els dinosaures dels quals es té constància que havien viscut a la Conca Dellà. El lloc està catalogat a Patrimoni de la Generalitat de Catalunya amb el nom de Cal Gassó.